# Béli Ádám
Béli Ádám (Nagyatád, 1989. március 17. –) magyar színművész, rendező, gyártásvezető, műsorvezető, design- és művészetmenedzser. 2021. április 1-je és 2022. november 1-je között a Petőfi Rádió és az M2 Petőfi csatornaigazgatója volt.

## Életpályája
1989-ben született Nagyatádon. 2007-ben érettségizett a nagykanizsai Batthyány Lajos Gimnáziumban. 2012-ben szerzett színművész diplomát a Kaposvári Egyetem Művészeti Karán, Mohácsi János osztályában, majd a Moholy-Nagy Művészeti Egyetem, Elméleti Intézetének, Design- és művészetmenedzsment képzésén szerzett mesterdiplomát. Színészi munkák mellett a film és reklámgyártásban tevékenykedik. Az MTVA M5 kulturális csatornáján futó Hétvégi Belépő című kulturális magazinműsor műsorvezetőjeként kezdte televíziós műsorvezetői pályafutását, majd a Kult30 - Az értékes félóra című kulturális ajánló magazin, az Ez itt a kérdés!? kultúrpolitikai és a hiányszakmákat bemutató Mesterember című műsorok állandó műsorvezetője volt. 2021. április 1-je és 2022. november 1-je között a Petőfi Rádió és az M2 Petőfi csatornaigazgatója volt.

## Filmes- és televíziós szerepei
- Made in Hungaria (2009) – A Figaro együttes dobosa
- Hacktion: Újratöltve – Gell Mátyás (2014)
- Veszettek (2015) – Feri
- Kossuthkifli – zarándok (2015)
- Kojot (2017)
- BÚÉK (2018)

## Televíziós műsorok
- Könyvajánló – Duna (2014–2015), csatorna rendező, szerkesztő
- Hétvégi Belépő – M5, műsorvezető
- Mesterember – M5, műsorvezető
- Kult30 - Az értékes félóra – M5, műsorvezető
- Re:formáció, megújuló világ – M5, műsorvezető, játékmester
- Virtuózok Személyesen – M5, műsorvezető
- Egy gondolat – Petőfi Rádió (2021), Koltay Annával közösen